# Фізичний розвиток
Фізи́чний ро́звиток — це  становлення і змін біологічних форм і функцій організму людини. Він залежить від природних життєвих сил організму та його будови. Фізичний розвиток оцінюється рівнем розвитку фізичних якостей, антропометричними і динамометричними показниками, показниками формування постави.
Фізичний розвиток, поряд з народжуваністю, захворюваністю і смертністю, є одним з показників рівня здоров'я населення. Процеси фізичного і статевого розвитку взаємопов'язані і відображають загальні закономірності росту і розвитку, але в той же час істотно залежать від соціальних, економічних, санітарно-гігієнічних та інших умов, вплив яких значною мірою визначається віком людини.
Під фізичним розвитком розуміють біологічні процеси, що безперервно відбуваються. На кожному віковому етапі вони характеризуються певним комплексом пов'язаних між собою та з зовнішнім середовищем морфологічних, функціональних, біохімічних, психічних і інших властивостей організму і обумовлених цим своєрідністю запасом фізичних сил. Високий рівень фізичного розвитку поєднується з високими показниками фізичної підготовки, м'язової та розумової працездатності.

## Основні параметри фізичного розвитку
В основі оцінки фізичного розвитку лежать параметри росту, маси тіла, пропорції розвитку окремих частин тіла, а також ступінь розвитку функціональних здібностей його організму (життєва ємність легень, м'язова сила кистей рук та ін; розвиток мускулатури і м'язовий тонус, стан постави, опорно-рухового апарату, розвиток підшкірного жирового шару, тургор тканин), які залежать від диференціювання і зрілості клітинних елементів органів і тканин, функціональних здібностей нервової системи та ендокринного апарату. Історично склалося, що про фізичний розвиток судять головним чином за зовнішніми морфологічними характеристиками. Проте, цінність таких даних незмірно зростає в поєднанні з даними про функціональні параметри організму. Саме тому для об'єктивної оцінки фізичного розвитку, морфологічні параметри слід розглядати спільно з показниками функціонального стану.
1. Аеробна витривалість — здатність тривало виконувати роботу середньої потужності і протистояти стомленню. Аеробна система використовує кисень для перетворення вуглеводів в джерела енергії. При тривалих заняттях в цей процес залучаються також жири і, частково, білки, що робить тренування аероба майже ідеальним для втрати жиру.
2. Швидкісна витривалість — здатність протистояти стомленню в субмаксимальних за швидкістю навантаженнях.
3. Силова витривалість — здатність протистояти стомленню при достатньо тривалих навантаженнях силового характеру. Силова витривалість показує наскільки м'язи можуть створювати повторні зусилля і протягом якого часу підтримувати таку активність.
4. Швидкісно-силова витривалість — здатність до виконання досить тривалих за часом вправ силового характеру з максимальною швидкістю.
5. Гнучкість — здатність людини виконувати рухи з великою амплітудою за рахунок еластичності м'язів, сухожиль і зв'язок. Хороша гнучкість знижує ризик травми під час виконання вправ.
6. Швидкість — здатність максимально швидко чергувати скорочення м'язів і їх розслаблення.
7. Динамічна м'язова сила — здатність до максимально швидкого (вибухового) прояву зусиль. Зростання м'язової сили часто супроводжується збільшенням об'єму і щільності м'язів — «будівництвом» м'язів. Крім естетичного значення збільшені м'язи менш схильні до пошкоджень і сприяють контролю ваги, так як м'язова тканина вимагає калорій більше, ніж жирова, навіть під час відпочинку.
8. Спритність — здатність виконувати координаційно-складні рухові дії.
9. Склад тіла — співвідношення жирової, кісткової і м'язової тканин тіла. Це співвідношення, певною мірою, показує стан здоров'я та фізичної підготовки в залежності від ваги і віку. Надлишковий вміст жирової тканини підвищує ризик розвитку хвороб серця, діабету, підвищення артеріального тиску і т. д.
10. Росто-вагові характеристики і пропорції тіла — ці параметри характеризують розміри, масу тіла, розподіл центрів мас тіла, статура. Ці параметри визначають ефективність певних рухових дій і «придатність» використання тіла спортсмена для певних спортивних досягнень.
11. Важливим показником фізичного розвитку людини є постава — комплексна морфо-функціональна характеристика опорно-рухової системи. Також її здоров'я об'єктивним показником якого є позитивні тенденції у вище перерахованих показниках.

## Методи оцінювання фізичного розвитку
Вагово-ростовий індекс Кетле 
I = P \ L 
Де Р - вага тіла у кг, L - ріст у м2. 
Індекс показує, скільки грамів ваги припадає на 1 см. росту.
Норма для чоловіків - 350-400, жінок - 325-375.
Вагово-ростовий індекс Брока
І = Р (L - 100).
Згідно із цим індексом вага тіла повинна = довжині тіла - 100 см. 
Наведена формула дійсна для зросту 155-164 см. при зрості 165-174 см. розрахунки здійснюють за модифікованою формулою I = P- (L - 105), а при більшому за 174 см.  - формулу I = P (L - 110).
Грудинно - ростовий індекс - характеризує пропорційність розвитку грудної клітки:
I = T - 0,5 * L
де Т - обвід грудної клітки у спокої см.
L - ріст тіла у см.